# Udinese Calcio 1999-2000
Questa voce raccoglie le informazioni riguardanti l'Udinese Calcio nelle competizioni ufficiali della stagione 1999-2000.

## Stagione
Nella stagione 1999-2000 l'Udinese passa nelle mani dell'allenatore Luigi De Canio, raccoglie 50 punti con l'ottava posizione, che gli permetterà di disputare nella prossima stagione la Coppa Intertoto. In estate viene ceduto Marcio Amoroso al Parma, a suon di quattrini, oltre alla contropartita di Stefano Fiore. I bianconeri in campionato marciano spediti, poi l'Infortunio patito da Martin Jørgensen e un po' di rilassamento, determinano un calo di rendimento, che certo incidono sul mancato obiettivo dell'approdo alla Coppa UEFA. Nella Coppa UEFA stagionale i friulani ottengono buoni risultati, eliminando i danesi dell'Alborg, successivamente i polacchi del Legia Varsavia, quindi nei sedicesimi i tedeschi del Bayer Leverkusen, con loro vendetta è fatta. Poi negli ottavi concludono l'avventura europea contro i cechi dello Slavia Praga. Nella Coppa Italia i friulani entrano in scena a fine novembre negli ottavi di finale, ma escono subito superati dal Venezia. In questa stagione viene sperimentato, nella fase finale di questo trofeo il doppio arbitraggio.

## Rosa
| N. |                     | Ruolo | Calciatore                 |
| -- | ------------------- | ----- | -------------------------- |
| 1  | Italia (bandiera)   | P     | Luigi Turci                |
| 22 | Italia (bandiera)   | P     | Morgan De Sanctis          |
| 12 | Belgio (bandiera)   | P     | Olivier Renard             |
| 4  | Italia (bandiera)   | D     | Valerio Bertotto           |
| 34 | Mali (bandiera)     | D     | Abdoulaye Camara           |
| 6  | Ghana (bandiera)    | D     | Mohammed Gargo             |
| 2  | Italia (bandiera)   | D     | Gilberto D'Ignazio Pulpito |
| 13 | Belgio (bandiera)   | D     | Régis Genaux               |
| 14 | Brasile (bandiera)  | D     | Jorginho Paulista          |
| 27 | Italia (bandiera)   | D     | Thomas Manfredini          |
| 14 | Italia (bandiera)   | D     | Vittorio Micolucci         |
| 3  | Italia (bandiera)   | D     | Antonio Orefice            |
| 31 | Italia (bandiera)   | D     | Armando Perna              |
| 26 | Italia (bandiera)   | D     | Fabio Pittilino            |
| 5  | Italia (bandiera)   | D     | Andrea Sottil              |
| 3  | Paraguay (bandiera) | D     | Delio Toledo               |
| 30 | Italia (bandiera)   | D     | Marco Zamboni              |
| 15 | Italia (bandiera)   | D     | Marco Zanchi               |
| 21 | Brasile (bandiera)  | C     | Alberto                    |
| 35 | Ghana (bandiera)    | C     | Stephen Appiah             |

| N. |                                 | Ruolo | Calciatore            |
| -- | ------------------------------- | ----- | --------------------- |
| 21 | Italia (bandiera)               | C     | Maurizio Bedin        |
| 23 | Danimarca (bandiera)            | C     | Morten Bisgaard       |
| 7  | Italia (bandiera)               | C     | Stefano Fiore         |
| 16 | Italia (bandiera)               | C     | Giuliano Giannichedda |
| 19 | Danimarca (bandiera)            | C     | Martin Jørgensen      |
| 26 | Italia (bandiera)               | C     | Vito Lasalandra       |
| 10 | Italia (bandiera)               | C     | Tomas Locatelli       |
| 33 | Svizzera (bandiera)             | C     | Feliciano Magro       |
| 25 | Argentina (bandiera)            | C     | Mauricio Pineda       |
| 24 | Cile (bandiera)                 | C     | David Pizarro         |
| 8  | Paesi Bassi (bandiera)          | C     | Henry van der Vegt    |
| 17 | Italia (bandiera)               | A     | Mauro Esposito        |
| 29 | Venezuela (bandiera)            | A     | Massimo Margiotta     |
| 18 | Bosnia ed Erzegovina (bandiera) | A     | Zlatan Muslimović     |
| 20 | Italia (bandiera)               | A     | Roberto Muzzi         |
| 32 | Italia (bandiera)               | A     | Alessandro Noselli    |
| 11 | Italia (bandiera)               | A     | Paolo Poggi           |
| 36 | Camerun (bandiera)              | A     | Ousmane Sanda Sanda   |
| 9  | Argentina (bandiera)            | A     | Roberto Sosa          |
| 28 | Brasile (bandiera)              | A     | Warley                |

## Risultati

### Serie A

#### Girone di andata
| Arbitro: | Messina (Bergamo) |

|             |           |           |
| Maniero 72’ | Marcatori | 54’ Muzzi |

| Arbitro: | Serena (Bassano del Grappa) |

|                                          |           |  |
| Poggi 10’ (rig.) Locatelli 75’ Muzzi 81’ | Marcatori |  |

| Arbitro: | Tombolini (Ancona) |

|                                                               |           |              |
| Del Piero 19’ (rig.) F. Inzaghi 22’ (rig.), 39’ Zambrotta 48’ | Marcatori | 73’ Bisgaard |

| Arbitro: | Rodomonti (Teramo) |

|           |           |              |
| Fiore 54’ | Marcatori | 8’ Batistuta |

| Arbitro: | Borriello (Mantova) |

|               |           |            |
| Innocenti 11’ | Marcatori | 81’ Warley |

| Arbitro: | Rosetti (Torino) |

|  |           |                                     |
|  | Marcatori | 31’ Veron 43’ Boksic 84’ Mihajlovic |

| Arbitro: | Bonfrisco (Monza) |

|  |           |                                  |
|  | Marcatori | 4’ (aut.) Berretta 7’, 63’ Muzzi |

| Arbitro: | Tombolini (Ancona) |

|                          |           |                           |
| Poggi 38’, 80’ Fiore 73’ | Marcatori | 56’ Kallon 87’ Possanzini |

| Arbitro: | Paparesta (Bari) |

|                  |           |  |
| C. Lucarelli 53’ | Marcatori |  |

| Arbitro: | Trentalange (Torino) |

|                      |           |               |
| Sottil 82’ Muzzi 88’ | Marcatori | 62’ Paramatti |

| Arbitro: | Racalbuto (Gallarate) |

|  |           |                     |
|  | Marcatori | 73’, 87’ Delvecchio |

| Arbitro: | P. Rossi (Ciampino) |

|                                      |           |  |
| Recoba 20’ C. Vieri 57’ N. Russo 90’ | Marcatori |  |

| Arbitro: | Paparesta (Bari) |

|                                               |           |                                     |
| Muzzi 30’ Franceschetti 55’ (aut.) Sottil 63’ | Marcatori | 10’ (aut.) Sottil 27’, 47’ Adaílton |

| Arbitro: | Nucini (Bergamo) |

|  |           |               |
|  | Marcatori | 27’ Jørgensen |

| Arbitro: | Trentalange (Torino) |

|  |           |            |
|  | Marcatori | 9’ Di Vaio |

| Arbitro: | N. Ayroldi (Molfetta) |

|  |           |                                                                     |
|  | Marcatori | 13’ Sottil 19’ (aut.) Calori 25’ Manfredini 40’ Fiore 74’ Jørgensen |

| Arbitro: | Pellegrino (Barcellona Pozzo di Gotto) |

|           |           |                        |
| Muzzi 86’ | Marcatori | 41’ Boban 61’ Ševčenko |

#### Girone di ritorno
| Arbitro: | Cassarà (Palermo) |

|                                                    |           |                    |
| Fiore 9’ Sottil 19’ Muzzi 29’, 51’ Jørgensen 90+4’ | Marcatori | 2’ Ganz 41’ Nanami |

| Arbitro: | Bertini (Arezzo) |

|  |           |           |
|  | Marcatori | 56’ Muzzi |

| Arbitro: | Messina (Bergamo) |

|                    |           |             |
| Ferrara 37’ (aut.) | Marcatori | 76’ Ferrara |

| Arbitro: | N. Ayroldi (Molfetta) |

|               |           |               |
| Batistuta 72’ | Marcatori | 62’ Jørgensen |

| Arbitro: | Nucini (Bergamo) |

|                                                             |           |              |
| Giannichedda 1’ Fiore 26’ Sosa 31’ Sottil 35’ Jørgensen 68’ | Marcatori | 8’ Marcolini |

| Arbitro: | Castellani (Verona) |

|                     |           |               |
| Negro 18’ Salas 48’ | Marcatori | 89’ Locatelli |

| Arbitro: | Rosetti (Torino) |

|                                                               |           |                            |
| Margiotta 27’ Jørgensen 45+2’ Fiore 75’ (rig.), 82’ Muzzi 76’ | Marcatori | 48’ Oliveira 69’ Macellari |

| Reggio Calabria 12 marzo 2000 25ª giornata | Reggina            | 0 – 0 referto | Udinese | Stadio Oreste Granillo (23 503 spett.)\| Arbitro: \| Preschern (Mestre) \| |
| Arbitro:                                   | Preschern (Mestre) |               |         |                                                                            |

| Arbitro: | Bolognino (Milano) |

|                     |           |          |
| Sosa 23’ Warley 84’ | Marcatori | 36’ Sesa |

| Arbitro: | Castellani (Verona) |

|                       |           |           |
| Signori 28’ Nervo 30’ | Marcatori | 67’ Muzzi |

| Arbitro: | Bertini (Arezzo) |

|            |           |          |
| Nakata 39’ | Marcatori | 51’ Sosa |

| Arbitro: | Racalbuto (Gallarate) |

|                   |           |  |
| Sosa 6’, 44’, 68’ | Marcatori |  |

| Arbitro: | Cesari (Genova) |

|                            |           |                |
| Apolloni 72’ Cammarata 76’ | Marcatori | 48’, 61’ Fiore |

| Udine 22 aprile 2000 31ª giornata | Udinese                                | 0 – 0 referto | Torino | Stadio Friuli (19 180 spett.)\| Arbitro: \| Pellegrino (Barcellona Pozzo di Gotto) \| |
| Arbitro:                          | Pellegrino (Barcellona Pozzo di Gotto) |               |        |                                                                                       |

| Parma 30 aprile 2000 32ª giornata | Parma               | 0 – 0 referto | Udinese | Stadio Ennio Tardini (20 000 spett.)\| Arbitro: \| Borriello (Mantova) \| |
| Arbitro:                          | Borriello (Mantova) |               |         |                                                                           |

| Arbitro: | Bolognino (Milano) |

|                          |           |             |
| Warley 37’ Margiotta 60’ | Marcatori | 41’ Amoruso |

| Arbitro: | Cesari (Genova) |

|                                                        |           |  |
| Bierhoff 13’ Ševčenko 41’ (rig.) West 31’ Leonardo 87’ | Marcatori |  |

### Coppa Italia
| Arbitri: | Bazzoli (Merano) Nucini (Bergamo) |

|                               |           |  |
| Petković 12’ Maniero 34’, 48’ | Marcatori |  |

| Arbitri: | Pin (Conegliano) Castellani (Verona) |

|                                    |           |  |
| Zamboni 46’ M. Esposito 83’ (rig.) | Marcatori |  |

### Coppa UEFA
| Arbitro: | Puček |

|           |           |  |
| Sottil 9’ | Marcatori |  |

| Arbitro: | Koren |

|             |           |                         |
| Matovac 71’ | Marcatori | 63’ Muzzi 90’ Locatelli |

| Arbitro: | Stuchlik |

|          |           |  |
| Sosa 29’ | Marcatori |  |

| Arbitro: | Clark |

|                  |           |          |
| Czereszewski 11’ | Marcatori | 41’ Sosa |

| Arbitro: | Hamer |

|  |           |             |
|  | Marcatori | 76’ Ballack |

| Arbitro: | Batista |

|             |           |                   |
| Ballack 22’ | Marcatori | 9’, 18’ Margiotta |

| Arbitro: | Nilsson |

|                   |           |  |
| Zanchi 79’ (aut.) | Marcatori |  |

| Arbitro: | Hauge |

|                    |           |            |
| Fiore 23’ Sosa 52’ | Marcatori | 42’ Koller |